# Sieben Auserwählte
| Tibetische Bezeichnung             |
| ---------------------------------- |
| Wylie-Transliteration: sad mi bdun |
| Chinesische Bezeichnung            |
| Vereinfacht: 七觉士                |
| Pinyin:Qi jue shi                  |

Die sogenannten Sieben Auserwählten (tib. སད་མི་མི་བདུན; Wylie: sad mi mi bdun "Sieben Auserwählte"; engl. seven men who were tested u. a.) sind die ersten sieben Mönche in Tibet, die von Shantarakshita im neu gegründeten Samye-Kloster ordiniert wurden. Die Namen treten in sehr unterschiedlichen Übersetzungen auf.
Hierbei handelt es sich um:
- Ba Trizhi (rba khri gzigs), alias Nanam Dorje Dudjom (sna nam rdo rje bdud ’joms)
- Ba Selnang (sba gsal snang)
- Pagor Vairocana
- Ngenlam Gyelwa Choyang (rgyal ba mchog dbyangs)
- Khon Lu'i Wangpo Sungwa ( 'khon klu'i dbang po srung ba)
- Ma Rinchen Chog (rma rin chen mchog)
- Lasum Gyalwa Jangchub (la gsum rgyal ba byang chub)